# Glaurocara flavicornis
Glaurocara flavicornis là một loài ruồi trong họ Tachinidae.